# Trayectoria de regreso libre

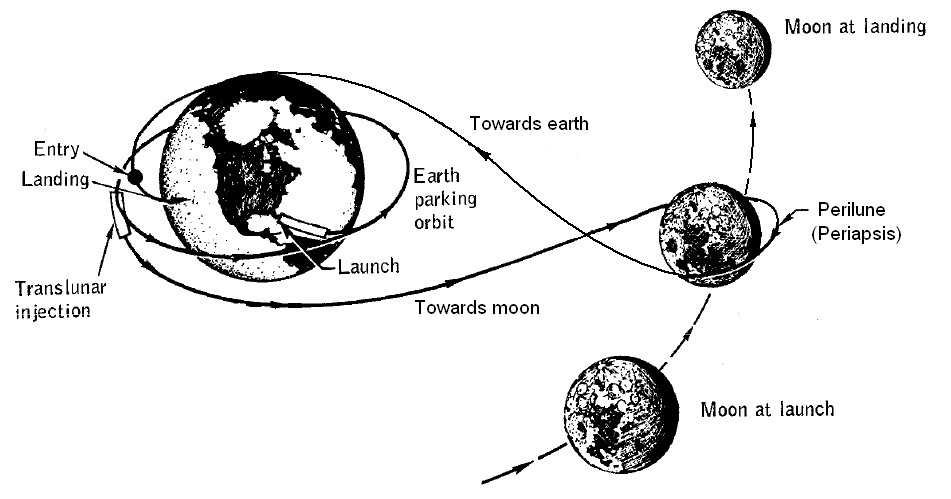
Dibujo de una trayectoria de regreso libre circunlunar (no a escala).

Una trayectoria de regreso libre es una trayectoria de un vehículo espacial dejando atrás un cuerpo primario (por ejemplo, la Tierra) donde la gravedad de un cuerpo secundario (por ejemplo, la Luna) causa que el vehículo retorne al cuerpo primario sin propulsión (lo que se denomina también "libre").
En el caso de la Tierra y la Luna es necesario distinguir entre:
- Una trayectoria circunlunar de regreso libre alrededor de la Luna. El perilunio está detrás de la Luna; el vehículo se mueve allí en una dirección contraria a la Luna.
- Una trayectoria cislunar de regreso libre. El vehículo va más allá de la órbita de la Luna, retornando hacia dentro de la órbita lunar, moviéndose delante de esta mientras es desviada por la gravedad lunar en dirección opuesta a la Tierra alejándola nuevamente de esta y sacándola de la misma órbita lunar. Al salir de la órbita lunar retorna a la Tierra por la propia gravedad terrestre. El perilunio queda enfrente de la Luna, y la nave se mueve en la misma dirección de la Luna.

El tiempo de vuelo para la trayectoria cislunar de regreso libre es mayor que el vuelo circunlunar, especialmente para trayectorias con un radio pequeño de perilunio (con aproximaciones cercanas a la Luna): el tiempo de vuelo para una trayectoria cislunar disminuye con el radio del periluinio, mientras que el tiempo del vuelo circumlunar se incrementa con el radio perilunar.
En el modelo simplificado donde la órbita de la Luna sobre la Tierra es circular, los casos especiales de trayectorias de regreso libre en el plano de la órbita lunar son periódicos, es decir después de pasar la Tierra la nave retornaría a la Luna y volvería a la Tierra sucesivamente. Lo mismo se aplicaría para el problema de los tres cuerpos de similares características. Este problema sería un ejemplo del problema de tres cuerpos restringido a órbitas circulares.
Pese a que en una trayectoria de regreso libre no se requiere propulsión alguna, en la práctica se requieren pequeñas correcciones durante el viaje y otras maniobras orbitales.
Una trayectoria de regreso libre podría ser una trayectoria inicial para permitir un retorno seguro en caso de fallo en los sistemas de propulsión. Esto ya fue aplicado en las misiones del Apolo 8, Apolo 10 y Apolo 11. En tales casos un regreso libre es una opción mejor que intentar reentrar a la Tierra intentando aproximarse a ella, pero en cualquier caso se requería propulsión para prevenir que la nave siguiera la trayectoria continuamente. Desde entonces todo fue bien en las misiones Apolo y no requirieron un regreso libre a la Tierra y se insertaron fácilmente en la órbita lunar.